# Kristian Golomeev
Kristian Tsvetanov Golomeev (Bulgaars: Кристиан Цветанов Голомеев, Grieks: Κριστιάν Τσβετάνοφ Γκολομέεφ) (Velingrad, 4 juli 1993) is een Grieks zwemmer van Bulgaarse afkomst die is gespecialiseerd in de vrije slag en de vlinderslag. Hij nam deel aan de Olympische Zomerspelen 2012 in Londen, de Olympische Zomerspelen 2016 in Rio de Janeiro en de Olympische Zomerspelen 2020 in Tokio. 

## Biografie
In 2012 nam Golomeev deel aan de Olympische Spelen waar hij 31e eindigde op de 100m vrije slag.
Op de Wereldkampioenschappen zwemmen 2015 eindigde Golomeev 7e op 50m vrije slag. Op de Olympische Zomerspelen 2016  eindigde Golomeev 13e op de 50 meter vrije slag.
Op de Europese kampioenschappen zwemmen 2018 in Glasgow behaalde Golomeev zijn eerste medaille op een groot toernooi dankzij een zilveren medaille op de 50 meter vrije slag, achter Europees kampioen Benjamin Proud. Tijdens de 50m vrije slag op het WK 2019 behaalde Golomeev de zilveren medaille, in een gelijke tijd met Bruno Fratus.
In 2021 nam Golomeev een derde keer deel aan de Olympische Zomerspelen waar hij zijn beste Olympisch resultaat behaalde op de 50m vrije slag. In de finale eindigde hij op de 5e plaats, in dezelfde tijd als Benjamin Proud. Zowel op de EK van 2021 in Boedapest als op de EK in Rome zwom Golomeev naar de bronzen medaille in de 50 meter vrije slag.

## Internationale toernooien
| Jaar | Olympische Spelen                                                                  | WK langebaan                                                                                          | WK kortebaan                                               | EK langebaan                                                                                        | EK kortebaan                                                                    |                                           |
| ---- | ---------------------------------------------------------------------------------- | --- | ---------------------------------------------------------- | --------------------------------------------------------------------------------------------------- | ------------------------------------------------------------------------------- | ----------------------------------------- |
| 2011 |                                                                                    | geen deelname                                                                                         |                                                            | | 20e 50m vrije slag 44e 100m vrije slag 35e 100m wisselslag 18e 4x50m wisselslag |                                           |
| 2012 | 31e 100m vrije slag                                                                | | 29e 50m vrije slag 39e 100m vrije slag                     | 4e 50m vrije slag 20e 100m vrije slag 6e 4x100m wisselslag                                          | geen deelname                                                                   |                                           |
| 2013 |                                                                                    | 24e 50m vrije slag                                                                                    |                                                            | | geen deelname                                                                   |                                           |
| 2014 |                                                                                    | | geen deelname                                              | 7e 50m vrije slag 16e 100m vrije slag 21e 50m vlinderslag                                           |                                                                                 |                                           |
| 2015 |                                                                                    | 7e 50m vrije slag 20e 100m vrije slag 24e 50m vlinderslag 14e 4x100m vrije slag 14e 4x100m wisselslag |                                                            | | geen deelname                                                                   |                                           |
| 2016 | 13e 50m vrije slag 20e 100m vrije slag 10e 4x100m vrije slag 15e 4x100m wisselslag | | 9e 50m vrije slag 24e 100m vrije slag 32e 50m vlinderslag  | 4e 50m vrije slag 11e 100m vrije slag 14e 50m vlinderslag 4e 4x100m vrije slag 4e 4x100m wisselslag |                                                                                 |                                           |
| 2017 |                                                                                    | 7e 50m vrije slag 20e 100m vrije slag 20e 50m vlinderslag 11e 4x100m vrije slag 14e 4x100m wisselslag |                                                            | | 6e 50m vrije slag 15e 100m vrije slag                                           |                                           |
| 2018 |                                                                                    | | 16e 50m vrije slag 25e 100m vrije slag 24e 50m vlinderslag | 50m vrije slag · 4e 50m vlinderslag · 5e 4x100m vrije slag                                          |                                                                                 |                                           |
| 2019 |                                                                                    | 50m vrije slag · 9e 50m vlinderslag · 10e 4x100m vrije slag                                           |                                                            | | geen deelname                                                                   |                                           |
| 2020 | Geen toernooien vanwege de coronapandemie                                          | Geen toernooien vanwege de coronapandemie                                                             | Geen toernooien vanwege de coronapandemie                  | Geen toernooien vanwege de coronapandemie                                                           | Geen toernooien vanwege de coronapandemie                                       | Geen toernooien vanwege de coronapandemie |
| 2021 | 5e 50m vrije slag 15e 4x100m vrije slag                                            | | geen deelname                                              | 50m vrije slag · 23e 100m vrije slag · 18e 50m vlinderslag · 5e 4x100m vrije slag                   | geen deelname                                                                   |                                           |
| 2022 |                                                                                    | 8e 50m vrije slag                                                                                     | 10e 50m vrije slag 38e 50m vlinderslag                     | 50m vrije slag · 17e 50m vlinderslag                                                                |                                                                                 |                                           |
| 2023 |                                                                                    | 7e 50m vrije slag 15e 4×100m vrije slag 20e 4×100m wisselslag                                         |                                                            | | 10e 50m vrije slag · 4x50m vrije slag                                           |                                           |
| 2024 | 26 juli - 11 augustus                                                              | 8e 50m vrije slag 6e 4×100m vrije slag                                                                | 10 december - 15 december                                  | 10 juni - 23 juni                                                                                   |                                                                                 |                                           |

## Persoonlijke records
Bijgewerkt tot en met 29 april 2024
Kortebaan
| Afstand         | Tijd  | Datum            | Plaats    |
| --------------- | ----- | ---------------- | --------- |
| 50m vrije slag  | 20,75 | 21 november 2020 | Boedapest |
| 100m vrije slag | 46,72 | 16 november 2020 | Boedapest |
| 50m vlinderslag | 23,13 | 16 november 2020 | Boedapest |

Langebaan
| Afstand         | Tijd  | Datum           | Plaats         |
| --------------- | ----- | --------------- | -------------- |
| 50m vrije slag  | 21,44 | 9 augustus 2018 | Glasgow        |
| 100m vrije slag | 48,68 | 9 augustus 2016 | Rio de Janeiro |
| 50m vlinderslag | 23,19 | 7 augustus 2018 | Glasgow        |